# Шалімов Віктор Іванович
Віктор Іванович Шалімов (рос. Виктор Иванович Шалимов, нар. 20 квітня 1951, Солнечногорськ) — радянський хокеїст, що грав на позиції крайнього нападника. Грав за збірну команду СРСР. Згодом — хокейний тренер.

## Ігрова кар'єра
Професійну хокейну кар'єру розпочав 1969 року виступами за московський клуб «Спартак» (Москва). У складі «біло-червоних» спочатку грав в ланці разом з Володимиром Шадріним та Олександром Якушевим, а у 80-і роки грав разом з Сергієм Шепелєвим та Сергієм Капустіним.
Загалом його професійна клубна ігрова кар'єра тривала 20 років, окрім московського «Спартака», також виступав за австрійські клуби «Інсбрук» та «Зальцбург».
Виступав за збірну СРСР.

## Тренерська кар'єра
У сезоні 1988/89 очолював найтитулованіший клуб Австрії «Клагенфурт».
З 1993 по 1996 асистент головного тренера московського «Спартака». У сезоні 1998/99 віце-президент москвичів. 

## Нагороди та досягнення
- Чемпіон СРСР в складі «Спартак» (Москва) — 1976.
- Чемпіонат світу в складі збірної СРСР — 1975, 1981, 1982.
- Олімпійський чемпіон — 1976.
- Входив до числа найкращих гравців чемпіонату світу, що обираються директоратом чемпіонату в 1982 році.

## Статистика

### Клубна
| Сезон   | Клуб               | Ліга                | Статистичні дані | Статистичні дані | Статистичні дані | Статистичні дані | Статистичні дані |
| Сезон   | Клуб               | Ліга                | І                | Г                | П                | О                | ШХ               |
| ------- | ------------------ | ------------------- | ---------------- | ---------------- | ---------------- | ---------------- | ---------------- |
| 1969/70 | «Спартак» (Москва) | Перша група класу А | 2                | 1                |                  |                  |                  |
| 1970/71 | «Спартак» (Москва) | Вища ліга           | 15               | 6                |                  |                  |                  |
| 1971/72 | «Спартак» (Москва) | Вища ліга           | 32               | 13               |                  |                  |                  |
| 1972/73 | «Спартак» (Москва) | Вища ліга           | 30               | 16               |                  |                  |                  |
| 1973/74 | «Спартак» (Москва) | Вища ліга           | 32               | 17               | 10               | 27               | 18               |
| 1974/75 | «Спартак» (Москва) | Вища ліга           | 36               | 20               | 11               | 31               | 6                |
| 1975/76 | «Спартак» (Москва) | Вища ліга           | 36               | 28               | 25               | 53               | 8                |
| 1976/77 | «Спартак» (Москва) | Вища ліга           | 36               | 18               | 17               | 35               | 10               |
| 1977/78 | «Спартак» (Москва) | Вища ліга           | 36               | 26               | 11               | 37               | 10               |
| 1978/79 | «Спартак» (Москва) | Вища ліга           | 42               | 12               | 17               | 29               | 18               |
| 1979/80 | «Спартак» (Москва) | Вища ліга           | 44               | 34               | 19               | 53               | 12               |
| 1980/81 | «Спартак» (Москва) | Вища ліга           | 47               | 21               | 32               | 53               | 12               |
| 1981/82 | «Спартак» (Москва) | Вища ліга           | 47               | 27               | 32               | 59               | 34               |
| 1982/83 | «Спартак» (Москва) | Вища ліга           | 44               | 14               | 16               | 30               | 18               |
| 1983/84 | «Спартак» (Москва) | Вища ліга           | 44               | 24               | 21               | 45               | 4                |
| 1984/85 | «Спартак» (Москва) | Вища ліга           | 49               | 16               | 22               | 38               | 30               |
| 1985/86 | «Інсбрук»          | АХЛ                 | 42               | 37               | 57               | 94               | 12               |
| 1986/87 | «Інсбрук»          | АХЛ                 | 40               | 43               | 41               | 84               | 10               |
| 1987/88 | «Зальцбург»        | АХЛ                 | 33               | 27               | 29               | 56               | 0                |
| СРСР    | СРСР               | СРСР                | 573              | 293              | 246              | 539              | 226              |

### Збірна
| 1975 | СРСР | ЧС           | 10 | 11 | 8 | 19 |   | Золото    |
| 1976 | СРСР | ОІ           | 6  | 7  | 7 | 14 | 2 | Золото    |
| 1976 | СРСР | ЧС           | 10 | 3  | 5 | 8  | 2 | Срібло    |
| 1976 | СРСР | КК           | 1  | 0  | 1 | 0  | 0 | 3-є місце |
| 1977 | СРСР | ЧС           | 6  | 4  | 0 | 4  | 0 | Бронза    |
| 1981 | СРСР | ЧС           | 8  | 3  | 4 | 7  | 2 | Золото    |
| 1981 | СРСР | Кубок Канади | 7  | 2  | 2 | 4  | 2 | 1-е місце |
| 1982 | СРСР | ЧС           | 10 | 8  | 5 | 13 | 4 | Золото    |